# Premi César 1992

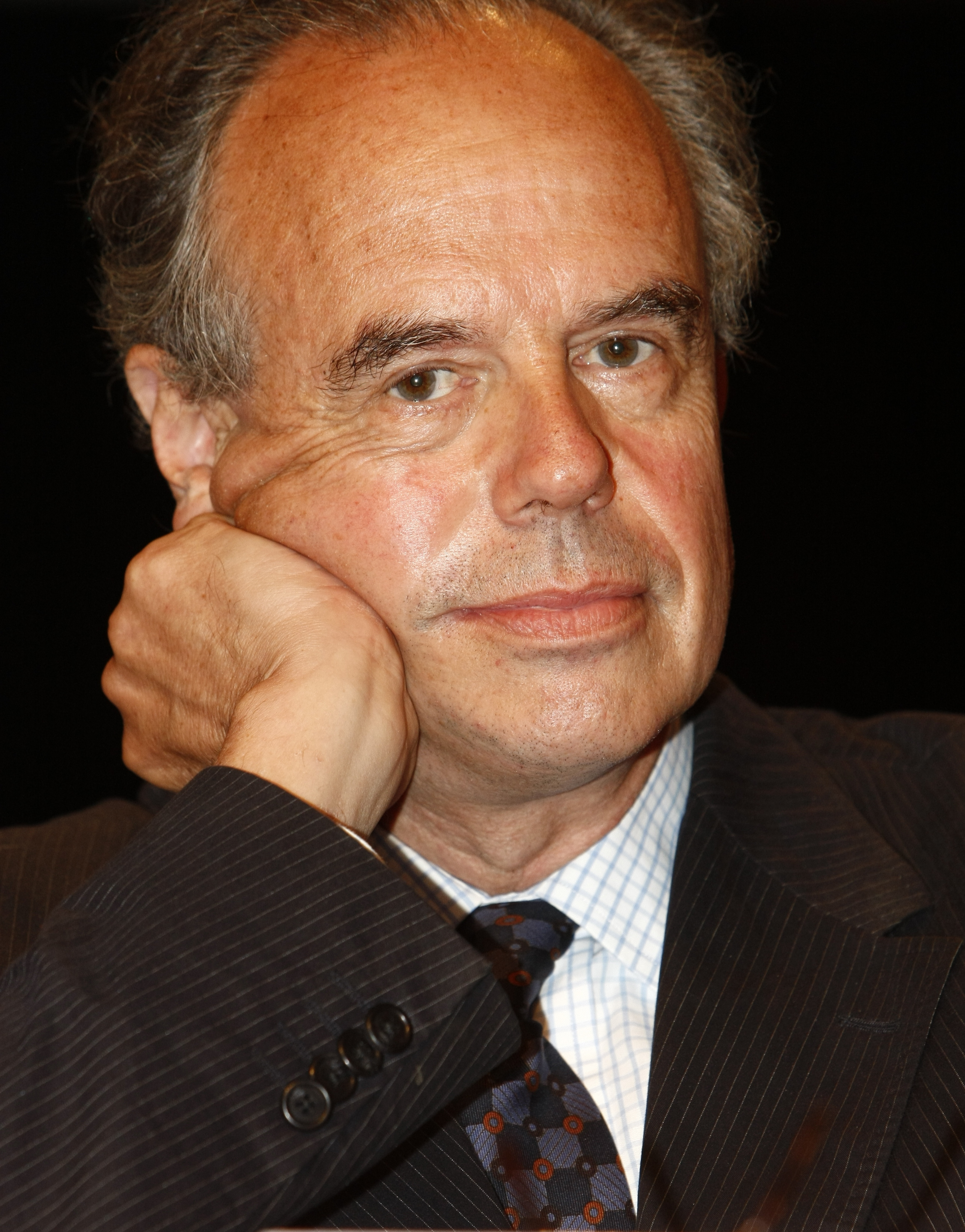
Frédéric Mitterrand presentatore della cerimonia

La cerimonia di premiazione della 17ª edizione dei Premi César si è svolta il 22 febbraio 1992 al Palais des Congrès di Parigi. È stata presieduta da Michèle Morgan e presentata da Frédéric Mitterrand. È stata trasmessa da Antenne 2.
Il film che ha ottenuto il maggior numero di candidature (undici) e premi (sette) è stato Tutte le mattine del mondo (Tous les matins du monde) di Alain Corneau.

## Vincitori e candidati
I vincitori sono indicati in grassetto, a seguire gli altri candidati.

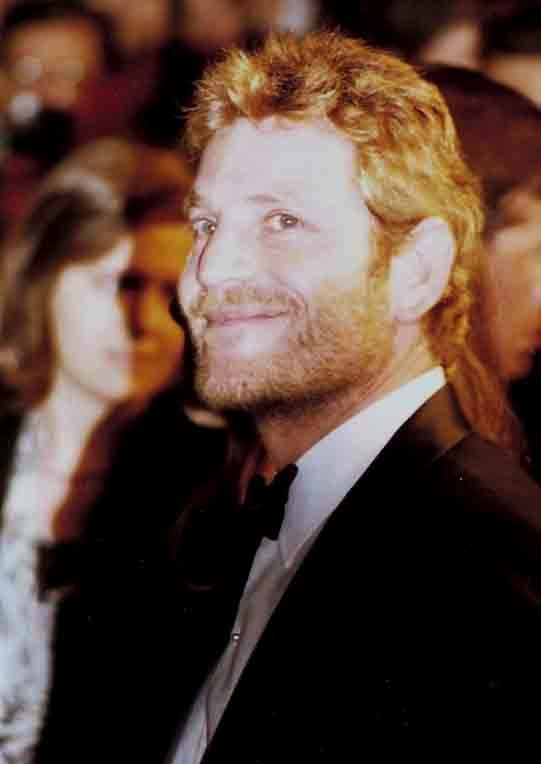
Tchéky Karyo presenzia alla cerimonia del Premio César del 1992

### Miglior film
- Tutte le mattine del mondo (Tous les matins du monde), regia di Alain Corneau
- La bella scontrosa (La belle noiseuse), regia di Jacques Rivette
- Merci la vie - Grazie alla vita (Merci la vie), regia di Bertrand Blier
- Urga - Territorio d'amore (Urga), regia di Nikita Mikhalkov
- Van Gogh, regia di Maurice Pialat

### Miglior regista
- Alain Corneau - Tutte le mattine del mondo (Tous les matins du monde)
- Bertrand Blier - Merci la vie - Grazie alla vita (Merci la vie)
- Maurice Pialat - Van Gogh
- André Téchiné - Niente baci sulla bocca (J'embrasse pas)
- Jacques Rivette - La bella scontrosa (La belle noiseuse)

### Miglior attore
- Jacques Dutronc - Van Gogh
- Hippolyte Girardot - La vita sospesa (Hors la vie)
- Gérard Jugnot - Formidabili amici... (Une époque formidable...)
- Jean-Pierre Marielle - Tutte le mattine del mondo (Tous les matins du monde)
- Michel Piccoli - La bella scontrosa (La belle noiseuse)

### Miglior attrice
- Jeanne Moreau - La vieille qui marchait dans la mer
- Emmanuelle Béart - La bella scontrosa (La belle noiseuse)
- Juliette Binoche - Gli amanti del Pont-Neuf (Les amants du Pont-Neuf)
- Anouk Grinberg - Merci la vie - Grazie alla vita (Merci la vie)
- Irène Jacob - La doppia vita di Veronica (La double vie de Véronique)

### Migliore attore non protagonista
- Jean Carmet - Merci la vie - Grazie alla vita (Merci la vie)
- Jean-Claude Dreyfus - Delicatessen
- Ticky Holgado - Formidabili amici... (Une époque formidable...)
- Bernard Le Coq - Van Gogh
- Gérard Séty - Van Gogh

### Migliore attrice non protagonista
- Anne Brochet - Tutte le mattine del mondo (Tous les matins du monde)
- Jane Birkin - La bella scontrosa (La belle noiseuse)
- Catherine Jacob - Merci la vie - Grazie alla vita (Merci la vie)
- Valérie Lemercier - L'opération Corned-Beef
- Hélène Vincent - Niente baci sulla bocca (J'embrasse pas)

### Migliore promessa maschile
- Manuel Blanc - Niente baci sulla bocca (J'embrasse pas)
- Guillaume Depardieu - Tutte le mattine del mondo (Tous les matins du monde)
- Laurent Grévill - L'année de l'éveil
- Thomas Langmann - Contro il destino (Paris s'éveille)
- Chick Ortega - Formidabili amici... (Une époque formidable...)

### Migliore promessa femminile
- Géraldine Pailhas - La neige et le feu
- Marie-Laure Dougnac - Delicatessen
- Marie Gillain - Mio padre, che eroe! (Mon père, ce héros.)
- Alexandra London - Van Gogh
- Elsa Zylberstein - Van Gogh

### Migliore sceneggiatura originale o miglior adattamento
- Gilles Adrien, Marc Caro e Jean-Pierre Jeunet - Delicatessen
- Bertrand Blier - Merci la vie - Grazie alla vita (Merci la vie)
- Alain Corneau e Pascal Quignard - Tutte le mattine del mondo (Tous les matins du monde)
- Maurice Pialat - Van Gogh

### Migliore fotografia
- Yves Angelo - Tutte le mattine del mondo (Tous les matins du monde)
- Darius Khondji - Delicatessen
- Gilles Henry e Emmanuel Machuel - Van Gogh

### Miglior montaggio
- Hervé Schneid - Delicatessen
- Claudine Merlin - Merci la vie - Grazie alla vita (Merci la vie)
- Marie-Josèphe Yoyotte - Tutte le mattine del mondo (Tous les matins du monde)

### Migliore scenografia
- Jean-Philippe Carp e Miljen Kreka Kljakovic - Delicatessen
- Philippe Pallut e Katia Wyszkop - Van Gogh
- Michel Vandestien - Gli amanti del Pont-Neuf (Les amants du Pont-Neuf)

### Migliori costumi
- Corinne Jorry - Tutte le mattine del mondo (Tous les matins du monde)
- Valérie Pozzo di Borgo - Delicatessen
- Edith Vesperini - Van Gogh

### Migliore musica
- Jordi Savall - Tutte le mattine del mondo (Tous les matins du monde)
- Carlos D'Alessio - Delicatessen
- Jean-Claude Petit - Mayrig
- Zbigniew Preisner - La doppia vita di Veronica (La double vie de Véronique)

### Miglior sonoro
- Anne Le Campion, Pierre Gamet, Gérard Lamps e Pierre Verany - Tutte le mattine del mondo (Tous les matins du monde)
- Vincent Arnardi e Jérôme Thiault - Delicatessen
- Jean-Pierre Duret e François Groult - Van Gogh

### Miglior film straniero
- Toto le héros - Un eroe di fine millennio (Toto le héros) , regia di Jaco van Dormael
- Thelma & Louise, regia di Ridley Scott
- Alice, regia di Woody Allen
- Balla coi lupi (Dances with Wolves), regia di Kevin Costner
- Il silenzio degli innocenti (The Silence of the Lambs), regia di Jonathan Demme

### Migliore opera prima
- Delicatessen, regia di Marc Caro e Jean-Pierre Jeunet
- Les arcandiers, regia di Manuel Sanchez
- L'autre, regia di Bernard Giraudeau
- Fortune Express, regia di Olivier Schatzky
- Lune froide, regia di Patrick Bouchitey

### Miglior cortometraggio
- 25 décembre 58, 10h36, regia di Diane Bertrand
- Haut pays des neiges, regia di Bernard Palacios
- Hermann Heinzel, ornithologue, regia di Jacques Mitsch
- La saga des glaises, regia di David Ferré e Olivier Théry-Lapiney

### Premio César onorario
- Michèle Morgan
- Sylvester Stallone

### Omaggio
- Pierre Brasseur
- Yves Montand